# Pedro de Ahumada Sámano
Pedro de Ahumada y Sámano fue un conquistador, explorador, propietario de minas y gobernador del Marquesado del Valle de Ameca en el actual Jalisco, México.

## Juventud
Hacia 1544, Ahumada era un caballero y explorador del reino de Nueva Galicia, movido por su espíritu aventurero en el citado año él y Julián de Sámano pidieron autorización para explorar el territorio hoy conocido como Florida pero a causa de que no había fondos ni hombres para la expedición no pudo llevarse a cabo.
En 1545 por orden virreinal se convierte en el camarero privado (esto es, quien estaba a cargo de los aposentos y presidía los actos ceremoniales) del Marqués del Valle. En 1549 pasó a ser gobernador y juez privativo del Marquesado del Valle de Oaxaca, cargo en el que continuó hasta 1557 o poco después.

## Exploraciones y compra de las minas de Zacatecas
Su espíritu aventurero no terminó ya que en el año de 1550 se internó en una búsqueda de minas entre las que destaca la mina de la Sierra de Pinos que produjo que su ganancia se remontara a los 3000 pesos de oro, una cifra respetable.
En 1553 Ahumada compró por 2000 pesos de oro a Juan Álvarez todas las minas que a él pertenecían (Minas de Zacatecas, San Miguel, San Martín, Avino y Sombrerete) firmando un documento conocido como Carta de venta de Juan Álvarez a Pedro de Ahumada Sámano de todas las minas que le pertenecen a Zacatecas.
En 1555 adquiere un sitio de ganado menor (780 hectáreas, 27 áreas), a tres cuartos de legua de las minas de Zacatecas en el camino a la Ciudad de México.

## Intervención en la Guerra chichimeca
Hacia el año de 1561 ya avanzada la guerra chichimeca los guachichiles y los zacatecos se habían confederado y centrándose en Malpaís, región volcánica al este de Durango.  Habían hecho colapsar las minas de Avino, Sombrerete y San Martín ubicadas a sus alrededores. De ese punto importante salían grupos de guerreros indios a destruir caravanas y atacar campamentos españoles lo que hizo que varios capitanes los atacaran sin éxito.
A Pedro de Ahumada Sámano la audiencia de Guadalajara le envió comisión como capitán general para que saliese al frente de una fuerza de españoles e indios aliados a sofocar la rebelión. A pesar de la negativa de la real caja de Zacatecas para aportar el dinero requerido para la expedición, Ahumada logró formar una hueste de 40 soldados a caballo y 400 indígenas aliados caxcanes.
Salieron el 28 de julio de 1561 y recorrieron las minas de San Martín y Avino y las zonas de Sain y San Miguel capturando más de 200 prisioneros zacatecos mientras los guachichiles se resistían obligando a Ahumada de volver a Zacatecas, acompañando una caravana de 180 carretas cargadas con plata. De esta expedición resultó su "Información acerca de los indios zacatecas y guachichiles" (1562) que es un documento muy notable para conocer los sucesos de esta época.
En 1562 Pedro de Ahumada realizó una expedición al noreste de Zacatecas, fundando las minas del Pico de Teyra y las minas de Mazapil encontrando habitado por más de 6,000 guerreros armados de arcos y flechas. Sin duda que la población estaba formada por una cantidad mayor de habitantes tan sólo si pensamos en las familias de esos individuos. Los indígenas zacatecos le afirmaban a Ahumada que los guachichiles eran antropófagos y comían a sus prisioneros.

## Años finales y muerte
En los siguientes años radicó en Zacatecas, donde tenía minas y haciendas de beneficio. Fue diputado de los mineros locales
Había fallecido en 1570, en Michoacán; dejó como heredero a un pariente, Juan de Sámano.